# 수수밥
수수밥은 한국 요리의 하나로 수수를 같이 넣어 지은 밥이다.

## 같이 보기
- 밥 (한국 음식)